# Dengyel Iván
Dengyel Iván (Nagyvárad, 1944. május 10. –) Jászai Mari-díjas és Aase-díjas magyar színész.

## Élete
Középiskolai tanulmányait a nagyváradi premontrei gimnáziumban végezte. 1969-ben kapott színészi diplomát a marosvásárhelyi Szentgyörgyi István Színművészeti Intézetben. Osztályvezető tanára Tompa Miklós volt, asszisztensek : Tar László és Kovács Levente.
1969–1972 között a Sepsiszentgyörgyi Állami Magyar Színház színésze volt. 1972-től 10 évig a Szatmárnémeti Északi Színház tagja volt. 1982-ben áttelepült Magyarországra. 1983 karácsonyán Ádám Ottó színigazgatónál kétéves szerződést írt alá a Madách Színházhoz. 1984-ben Gali László Debrecenbe hívta, Tóth-Máthé Miklós: A fekete ember című drámájának címszerepére. 1986-ig a Józsefvárosi Színházban és Radnóti Színpadon dolgozott. 1986–1993 között a Madách Színház művésze volt. 1993-tól a Katona József Színház, majd 1994-től az Új Színház, 2010-2025 között a Vígszínház színművésze. 2025-ben befejezte a pályafutását.
Felesége: D. Szabó Éva színésznő, aki színészcsaládból származik, édesapja Szabó Ottó, nagyapja Szabó Ernő. Házasságukból négy gyermek született.

## Színházi szerepei
- Băieșu: Lábtörlő....Gyuri
- Kocsis István: Megszámláltatott fák....Werder főhadnagy
- Illés Endre: Aki szeretni gyáva....Soltész Tamás
- Kruczkowski: A kormányzó halála....Lukasz
- Iacoban: Találkozó a motelben....Vasile
- Euripidész: Elektra....Aigüsztosz
- Plautus: A hetvenkedő katona....Sceledrus
- Kocsis István: Magellán....Quesada
- Tărchilă: A csók....Lucian
- Munteanu: Az aranydukát....Bogdán
- Ioachim: Nem vagyunk angyalok....Arghir
- Hacks: Columbus, avagy a hajó jegyében....Cayacoa
- Hecht-McArthur: A nap szenzációja....Murphy
- De Herz: Jó reggelt szerelem....Cîrjan
- Németh László: Villámfénynél....Nagy Imre
- Gelman: Prémium....Batarcev
- Kirițescu: Szarkafészek....Mircea Aldea
- Arthur Miller: Bűnbeesés után....Mickey
- Aurel Baranga: Egy asszony élete....Az élettárs
- Székely János: Hugenották....Rochette
- Csehov: Három nővér....Kuligin Fjodor Iljics; Alekszandr Ignatyevics Versinyin; Csebutikin
- Popescu: A fiú, aki virágot hord a szájában....Duca
- Achard: A bolond lány....Benjamin Beaurevers
- Georgescu: Négyszemközt a fallal....Angyal
- Majakovszkij: Gőzfürdő....Iszak Belvederszkij; Életképek szereplői
- Kincses Elemér: Trójában hull a hó....Odüsszeus
- Dohotaru: Vizsgálat egy fiatalember ügyében....Dan
- Molnár Ferenc: A doktor úr....Dr. Sárkány
- Szigligeti Ede: Liliomfi....Id. Swartz; Kányai
- Gyárfás Endre: Márkus mester ezermester....Fondor mester
- Páskándi Géza: Isten csalétkei – II. Rákóczi Ferenc....György; Károlyi Sándor báró
- Nestroy-Heltai: Lumpáciusz Vagabundusz vagy a három jómadár....Misztifaksz; Gyurka bácsi
- Tóth-Máthé Miklós: A fekete ember....Karácsony György
- William Shakespeare: Szeget szeggel....Bernát
- Sütő András: Egy lócsiszár virágvasárnapja....Várnagy
- Camus: Caligula....Marco
- Békés Pál: A női partőrség szeme láttára....Gyászhuszár
- Rostand: Cyrano de Bergerac....Ligniére
- Háy Gyula: Mohács....Csikasz
- William Shakespeare: Tévedések vígjátéka....Porkoláb
- Schwajda György: Himnusz....Brigádvezető
- Brecht: A szecsuáni jólélek....Lin To
- Moldova György: Malom a pokolban....Főhadnagy
- Száraz György: A megközelíthetetlrn....David
- William Shakespeare: Lear....Börtönparancsnok
- Weöres Sándor: A kétfejű fenevad....3. Deák; 2. Janicsár; Dzserdzsis; Döröghy Gáspár; Miksa bajor király
- Müller Péter: Szemenszedett igazság....Moulin
- Molnár Ferenc: Az üvegcipő....Házmester
- Mészöly-Zemlényi: Hoppárézimi!....Mentős I.
- Thompson: Aranytó....Charlie Martin
- Patrick: Teaház az Augusztusi Holdhoz....Hokaida
- Agatha Christie: A vád tanúja....Dr. Wyatt
- Székely János: Mórok....Jimenez
- Synge: A nyugati világ bajnoka....Mahon
- Örkény István: Pisti a vérzivatarban....Papa
- Slade: A férfi, akit szeretek....Oliver Pemberton
- William Shakespeare: Téli rege....Camillo
- Lengyel Menyhért: Taifun....Kobayasi Yyeyasu
- William Shakespeare: Julius Caesar....Marullus; Lepidus
- Luigi Pirandello: Ma este improvizálunk....
- Synge: A szentek kútja....Martin
- Stendhal: Vörös és fekete....Valenod
- Szép Ernő: Patika....Postamester úr
- Hubay Miklós: A cethal hátán....Báthori István
- Labiche: Gyilkosság villásreggelivel....Potard
- Dorst-Ehler: Merlin avagy a puszta ország....A Bohóc
- García Lorca: Vérnász....A menyasszony apja
- Csehov: Ivanov....Koszih
- Zágon-Somogyi: Fekete Péter....Gaston Auriel
- William Shakespeare: Hamlet....Első sírásó
- Beaumarchais: Figaro házassága avagy egy őrült nap....Bartholo
- Mészöly Gábor: Balassi....Dobó
- Grabbe: Tréfa, szatíra, irónia és mélyebb értelem....Báró
- Csehov: Jubileum....Igazgatótanács elnöke
- Csehov: A medve....Luka
- Csehov: Leánykérés....Csubukov
- Hrabal: Gyöngéd barbárok....Egon
- William Shakespeare:Sok hűhó semmiért....Leonato
- Carlo Goldoni: A chioggiai csetepaté....Toni
- Cervantes Saavedra: Szószátyárok....Csendbiztos
- Cervantes Saavedra: A szerelemféltő aggastyán.....Koma
- Cervantes Saavedra: A csodabarlang....Pancracio
- Brecht: Egy nagyváros dzsungelében....Féreg
- Carlo Goldoni: A szégyentelenek....Lunardo
- Molière: A mizantróp....Oronte
- Feydeau: Bolha a fülbe....Augustin Ferraillon
- Hoffnmann-Lőrinczy: A csoda alkonya avagy egy tündökletes torzszülött kalandos élete három felvonásban....Ceremóniamester; Tanítómester; Esztétikaprofesszor; Vincenzo Sbiocca hegedűművész
- Bulgakov: Álszentek összeesküvése....Jean-Jacques Bouton
- Osztrovszkij: Jövedelemző állás....Akim Akimics Juszov
- Kapecz-Pataki: Vedd könnyen, szivi!....Guttmann Ede
- Racine: Phaedra....Theraménesz
- Vajda-Karinthy: A tanú....Gulyás Elemér
- Koltés: Roberto Zucco....Roberto Zucco apja
- Frisch: Biedermann és a gyújtogatók....Schmitz
- Szép Ernő: Vőlegény....Édes Baba
- Molière: Scapin furfangjai....Géronte
- Tamási Áron: Vitéz lélek....Csorba
- Heltai Jenő: Naftalin....Csapláros Károly
- Molière: A fösvény....Jacques
- Frayn: Még egyszer hátulról....Seldson Mardell
- Fejes Endre: Jó estét nyár, jó estét szerelem....Sebhelyes férfi; Hüvös; Főbérlő
- Ödön von Horváth: Kasimir és Karoline....Rauch
- Csehov: Cseresznyéskert....Firsz
- Stein: Hegedűs a háztetőn....Őrmester
- Csehov: Ványa bácsi....Jefim
- Szőcs-Deres: Period....
- William Shakespeare: Rómeó és Júlia....Capulet

## Filmjei
| - Szirmok, virágok, koszorúk (1984) - Higgyetek nekem! (1984) - Kiáltás és kiáltás (1987) - MÁV 2000 (1992) narrátor - Valahol Magyarországon (1997) - Zsötem (1992) - Roncsfilm (1992) - A részleg (1995) - Honfoglalás (1996) - Gyilkos kedv (1997) - Kínai védelem (1999) - Egy tél az isten háta mögött (1999) - Egyszer élünk (2000) - Üvegtigris (2001) - Valami Amerika (2001) - Csocsó, avagy éljen május elseje! (2001) - Ének a csodaszarvasról (2002) - Előre! (2002) - A Hídember (2002) - Ébrenjárók (2002) - Sobri (2002) - Másnap (2004) - Világszám! (2004) - Friss levegő (2006) - Budakeszi srácok (2006) - Szabadság, szerelem (2006) - Taxidermia (2006) - A Hold és a csillagok (2007) - Csendkút (2007) - Tabló – Minden, ami egy nyomozás mögött van! (2008) - Az ügynökök a paradicsomba mennek (2010) - Magic Boys (2011) - Isztambul (2011) - Ól (kisfilm, 2015) - Gondolj rám (2016) - Magyar Passió (2021) - Szimpla manus (2022) | - Kémeri (1985) - A fekete kolostor (1986) - Míg új a szerelem (1986) - A nap lovagja (1987) - Katona József: Bánk bán (1987) - Nyolc évszak (1987) - A pacsirta (1987) - A törvény szövedéke (1988) - Családi kör (1989-1994, 1999) - Linda (1989) - A megközelíthetetlen (1989) - Szomszédok (1991-1998) - Haláli történetek (1991) - Pénzt, de sokat! (1991) - Egy diáktüzér naplója (1992) - Öregberény (1993-1995) - Devictus Vincit (1994) - Ábel az országban (1994) - Família Kft. (1997) - Ábel Amerikában (1998) - Kisváros (1998-2001) - Családi album (2000) - A titkos háború (2002) - Limonádé (2003) - Indián nyár (2006) - Mátyás, a sosem volt királyfi (2006) - A harmadik fiú (2006) - Régimódi történet (2006) - 56 villanás (2007) - Tűzvonalban (2008) - Aranyélet (2015) - Munkaügyek (2015) - Csak színház és más semmi (2016–2017) - A tanár (2019) |

## Szinkronszerepei
- 102 kiskutya: Armstrong nyomozó - Jim Carter
- 48 óra: Cowboy csapos - Peter Jason
- A belső tenger: Francisco atya - José María Pou
- A cég: Barry Abanks - Sullivan Walker
- A Gyűrűk Ura - Sauron Szája
- A Főnix felrepül: Cobb - Ernest Borgnine
- A hálószobában: Willis Grinnel - William Wise
- A keresztapus: Al - Vincent Pastore
- A kilencedik nap: Philippe püspök - Hilmar Thate
- A majmok bolygója (2001): Majomparancsnok - Kevin Grevioux
- A mamut: Simon Abernathy - Tom Skerritt
- A medve: Bill - Jack Wallace
- A palota ékköve: O Gyeom-ho - Jo Gyeong-Hwan
- A rettenthetetlen: MacClannough - Sean McGinley
- A tizedik: Pierre - Jim Carter
- A világ legszebb története: Varus - Harold J. Stone
- Ami sok, az sokk: Vic, kukás - Dick Miller
- Arthur: Bitterman, Arthur sofőrje - Ted Ross
- Az 54. hadtest: Francis George Shaw - Peter Michael Goetz
- Casino: Charlie Clark - Richard Riehle
- Dzsungelláz: Mike Tucci - Frank Vincent
- Elemi ösztön: Seriff - Jack McGee
- Esküdt ellenségek: D.A. Adam Schiff - Steven Hill
- Fenyegetés: Leo - Neville Brand
- Imitátorok: Umbrillo atya - Werner Herzog
- Jégkeblek: Albert - Michel Peyrelon
- Kemény fiúk: Hotel portás - Ernie Sabella
- Marnie: Sidney Strutt - Martin Gabel
- Minden héten háború: TV-kommentátor - Barry Switzer
- Nincs kiút: Mate - Dennis Burkley
- Pofa be!: Nosberg - Michel Aumont
- A rejtőzködő: Holt szenátor - John McCann
- Ritz fürdőház: Izmos vendég - Leon Greene
- Rocky: Jergens - Thayer David
- Sok hűhó semmiért: Antonio - Brian Blessed
- Szellemirtók: Börtönőr - Reginald VelJohnson
- Titkos terv: Paul Elkert - Serge Houde
- Tökéletes célpont: Randal Poe - Eliott Keener
- Tuti dolog: Rendőr - Frantz Turner
- Véres ököl: Hal - Kenneth Peerless
- Veszett kutya (1977): Bruno Esposito - Sergio Smacchi
- Zürichi páncélterem: Norbert Kumeron - Hans Heinz Moser
- Zsaru pánikban: Jonathan - Gregg Daniel

## Díjai
- Vándor Pufi-díj (1992)[6]
- Jászai Mari-díj (1999)
- A kiscsillag is csillag díj (2011)[7]
- Aase-díj (2015)